# Julius Hartman
Karl Julius Hartman, född 1861, död 1936, var en finländsk historiker.
Hartman blev lektor i Åbo 1892, var rektor 1904-08, dispaschör 1895-1921 och var knuten till ledningen av ett flertal försäkringsbolag 1897-1928. Hartman har bland annat utgett Tsar Peters underhandlingar 1716 om landgång i Skåne (1887) och Åländska kongressen och dess förhistoria (1921-31).